# Acropora derawanensis
Acropora derawanensis är en korallart som beskrevs av Wallace 1997. Acropora derawanensis ingår i släktet Acropora och familjen Acroporidae. IUCN kategoriserar arten globalt som sårbar. Inga underarter finns listade i Catalogue of Life.